# Геннадий (Джорджеску)
Епи́скоп Генна́дий (рум. Episcopul Ghenadie, в миру Гео́ргий Джордже́ску, рум. Gheorge Georgescu; 1855, Petreştii de Sus — 23 ноября 1912) — епископ Румынской православной церкви, епископ Рымникский и Ново-Северинский.

## Биография
Родился в 1855 году в деревне Петрештий-де-Сус, жудец Дымбовица, в семье священника.
Оакончил «Центральную» семинарию в Бухаресте, а в 1876 году был рукоположён в священники. Он работал законоучитетем в лицее Михая Витязу, а затем, с 1896 по 1902 год, был настоятелем румынского прихода в Париже.
23 апреля 1902 года он был рукоположён во епископа Бэкэоского (Băcăoanu), викария Романской епархии и игуменом монастыря святого Спиридона в Яссах.
22 марта 1909 года он был избран епископом Рымникским и Ново-Северинским. 24 марта 1909 года состоялась церемония инвеституры. 26 марта 1909 года состоялась церемония интронизации.
Скончался 23 ноября 1912 года в Бухаресте. Через два дня был похоронен на кладбище Белу в Бухаресте.